# محوطه مهدی‌آباد
محوطه مهدی‌آباد مربوط به پیش از اسلام - دوران‌های تاریخی پس از اسلام است و در شهرستان سربیشه، روستای نیک واقع شده و این اثر در تاریخ ۲۷ مرداد ۱۳۸۲ با شمارهٔ ثبت ۹۶۰۸ به‌عنوان یکی از آثار ملی ایران به ثبت رسیده است.